# Les Orres
Orres – miejscowość i gmina we Francji, w regionie Prowansja-Alpy-Lazurowe Wybrzeże, w departamencie Alpy Wysokie.

## Demografia
Według danych na rok 1990 gminę zamieszkiwało 455 osób, a gęstość zaludnienia wynosiła 6 osób/km². W styczniu 2015 r. Les Orres zamieszkiwało 515 osób, przy gęstości zaludnienia wynoszącej 6,9 osób/km².